# 山都町立中島小学校
山都町立中島小学校（やまとちょうりつなかしましょうがっこう）は熊本県上益城郡山都町にある公立小学校。

## 概要
2005年（平成17年）4月に矢部町立中島東部小学校、中島西部小学校、中島南部小学校の三校が統合して誕生した。新たに発足した山都町立中島小学校は旧矢部町立中島中学校の校舎を流用している。

## 交通
- 熊本バス
  - M3-2直行線 「中島小入口」停留所下車徒歩1分。
- 山都町コミュニティバス
  - 福良線、小柏原線、白木谷線　「中島小」停留所下車すぐ。